# Poecilochorema circumvolutum
Poecilochorema circumvolutum är en nattsländeart som beskrevs av Schmid 1989. Poecilochorema circumvolutum ingår i släktet Poecilochorema och familjen Hydrobiosidae. Inga underarter finns listade i Catalogue of Life.